# Майлз Макміллан
Майлз Томас МакМіллан (англ. Miles Thomas McMillan, нар. 27 червня 1989 року) — американська модель та художник.

## Кар'єра
Майлз МакМіллан народився в місті Ла-Хойя, Каліфорнія. Після закінчення школи переїхав до Нью-Йорку вивчати мистецтво в Нью-Йоркскому університеті. На останньому курсі навчання МакМіллан підписав контракт з модельним агентством DNA.
МакМіллан неодноразово брав участь у численних показах модних брендів, включаючи Alexander McQueen, Dior Homme, Rick Owens, Lanvin, John Varvatos, Richard Chai, Anna Sui, Jeremy Scott, Yohji Yamamoto, Paul Smith, Y-3, Kenneth Cole, Etro, Diesel і Costume National.
МакМіллан знімався в рекламних кампаніях H&M, Tommy Hilfiger, Just Cavalli, French Connection, працював з відомими фотографами Стівеном Майзелом, Патриком Демаршельє, Маріо Тестіно та ін.
З 2011 року безперервно перебуває в рейтингу топ-50 моделей-чоловіків за версією сайту Models.com.
У вересні 2016 року МакМіллан був нагороджений титулом «Модель року серед чоловіків» за версією журналу Daily Front Row.

## Особисте життя
Майлз МакМіллан відкритий гей. З 2013 року перебував у стосунках з американським актором Закарі Квінто. Двоє оголосили про своє розлучення на початку 2019 року.